# Wietse Venema
Wietse Zweitze Venema, né en 1951 à Jakarta, est un informaticien néerlandais connu pour avoir développé le logiciel Postfix, un serveur de messagerie électronique. Il a aussi développé de nombreux autres outils pour la gestion de la sécurité informatique, comme SATAN et le Toolkit Coroner, en collaboration avec Dan Farmer, et l'outil TCP Wrapper.

## Biographie
Il a étudié la physique à l'université de Groningue. Il a passé 12 années de sa vie à l'université de technologie d'Eindhoven en tant qu'architecte système dans le département de mathématiques et informatique. Il a passé une part de son temps à écrire des outils pour l'échange électronique de données. Il a émigré aux États-Unis en 1996 où il a travaillé pour IBM dans l'État de New York

## Récompenses
Récompenses que Wietse a reçues pour son travail :
- Security Summit Hall of Fame Award (juillet 1998)
- SAGE Outstanding Achievement Award (novembre 1999)
- NLUUG Award (novembre 2000)
- Sendmail Milter Innovation Award (novembre 2006)
- La récompense du logiciel libre, attribuée par la Free Software Foundation en 2008